# Pau Riera i Sala
Pau Riera i Sala (L'Hospitalet de Llobregat, 1908 – ?, 1985) was een Catalaans industrieel, uitgever en mecenas.
Hij was de zoon van de onderneemster Tecla Sala i Miralpeix en van Joan Riera i Sala.
Hij was eigenaar en directeur van de katoenspinnerij Tecla Sala in L'Hospitalet de Llobregat, opgericht door zijn moeder, een geslaagde zakenvrouw en mecenas. Na de Spaanse Burgeroorlog (1936-1939) is hij naar Argentinië uitgeweken en in 1952 teruggekeerd.
Hij was een belangrijk financier van het Institut d'Estudis Catalans. Samen met de ondernemers Lluís Carulla i Canals, Joan Baptista Cendrós i Carbonell, Fèlix Millet i Maristany en Joan Vallvé i Creus heeft hij in 1961 de catalanistische cultuurvereniging Òmnium Cultural opgericht. In 1963 werd de organisatie door Franco verboden en werkte voort in de ondergrond. Hij was voorzitter van Òmnium van 1968 tot 1978. Vanaf 1970 was hij actief en financieel betrokken bij de oprichting van de uitgeverij Catalana de Publicacions waarvan de hoofddoelstelling, een dagblad in het Catalaans pas in 1976 met het verschijnen van Avui kort na de dood van Franco, werkelijkheid zal worden. Hij sponsorde samen met andere zakenlui de Premi Sant Jordi de novel·la.

## Erkenning
- Creu de Sant Jordi (1983).[5]
- De gemeente Cornellà de Llobregat heeft een straat aan hem gewijd.[6]